# Nya Långenäs
Nya_Långenäs.JPG is een plaats in de gemeente Härryda in het landschap Västergötland en de provincie Västra Götalands län in Zweden.
De plaats heeft 210 inwoners (2005) en een oppervlakte van 22 hectare. De plaats ligt ongeveer een kilometer ten oosten van de grotere plaats Mölnlycke en wordt omringd door naaldbos. Het dorp stamt uit de jaren 60 van de 20e eeuw en was oorspronkelijk bedoeld als een plaats met vakantiehuisjes, maar tegenwoordig zijn de meeste huizen permanent bewoond.